# Хайльсбронн
Хайльсбронн (нем. Heilsbronn) — город в Германии, в земле Бавария.
Подчинён административному округу Средняя Франкония. Входит в состав района Ансбах. Население составляет 9406 человек (30.09.2016). Занимает площадь 62,23 км². Официальный код — 09 5 71 165.
Город подразделяется на 18 городских районов.

## Население
По оценке на 31 декабря 2015 года население общины Хайльсбронн составляет 9235 чел. 

| Дата      | 1840 | 1871 | 1900 | 1925 | 1939 | 1950 | 1961 | 1970 | 1987 | 2011 |
| --------- | ---- | ---- | ---- | ---- | ---- | ---- | ---- | ---- | ---- | ---- |
| Население | 2814 | 3057 | 3244 | 3720 | 4147 | 6648 | 7027 | 7347 | 7409 | 9033 |

| Год       | 1960 | 1970 | 1980 | 1990 | 2000 | 2009 | 2010 | 2011 | 2012 | 2013 | 2014 | 2015 |
| --------- | ---- | ---- | ---- | ---- | ---- | ---- | ---- | ---- | ---- | ---- | ---- | ---- |
| Население | 6930 | 7395 | 7173 | 7953 | 9263 | 9070 | 8999 | 9023 | 9089 | 9145 | 9186 | 9235 |

## Города-побратимы
- Обжа (Франция)
- Плауэн (Германия)